# ドニアック＝シューニッチ関数
ドニアック＝シューニッチ関数（ドニアック＝シューニッチかんすう、Doniach–Šunjić function）とは、X線光電子分光（XPS）の際、光電子エネルギースペクトル形状の電子–正孔対励起多体効果による広がりを表現する関数。
セバスチャン・ドニアックとマリヤーン・シューニッチの名にちなむ。Doniach–Šunjićの式
(Doniach–Šunjić formula,
Doniach–Šunjić equation)
や
Doniach–Šunjić line shape

などとも。
X線照射により発生した光電子は自然広がりによりローレンツ分布型のスペクトル形状をもつ。一方光電子がフェルミ準位近傍に多数の電子–正孔対を励起させる多体効果により、高結合エネルギー側に裾を引く形で非対称的にピークが広がることになる。この効果は特にフェルミ準位近傍の状態密度が高い遷移元素において顕著である。
これによる光電子収率の分布形状はローレンツ分布と非対称的な分布関数との重ね合わせとなり、
{\displaystyle I(E)={\frac {\Gamma (1-\alpha )}{[(E-E_{0})^{2}+\gamma ^{2}]^{(1-\alpha )/2}}}\cos \left\lbrace {\frac {\pi \alpha }{2}}+(1-\alpha )\arctan \left[{\frac {E-E_{0}}{\gamma }}\right]\right\rbrace }
で表される。ただし Γ はガンマ関数、E0 はピーク位置、2γ は自然広がりの幅、α は非対称性指数（特異性指数）で、通常の元素では 0 ≤ α ≤ 0.3である。
ただし上記の式は理想的な場合であり、実際に観測されるスペクトルにおいてはさらに分光器の特性や光源の広がりが畳み込まれ、さらに幅の広がった形状となる。
この関数が実験とよくフィットするのはピーク位置近傍においてのみであることに加え、積分値が発散しピーク面積は有限値を取らないという欠点はあるものの、XPS実験結果の解析には有用であり頻繁に使われている。ドニアック＝シューニッチ関数と似た形状でありながら積分値が有限となる関数としてはジェラルド・D・マハンによるものがある。